# Eurobowl 1998
Navigation
Édition précédente Édition suivante
L'Eurobowl 1998 est la 12e saison de l'Eurobowl.
Elle sacre les Allemands des Blue Devils de Hambourg.

## Clubs de l'édition 1998
| Équipe                  | Nationalité |
| ----------------------- | ----------- |
| Blue Devils de Hambourg | Allemagne   |
| Lions de Brunswick      | Allemagne   |
| Helsinki Roosters       | Finlande    |
| Flash de La Courneuve   | France      |
| Phoenix de Bologne      | Italie      |
| ?                       | ?           |
| ?                       | ?           |
| ?                       | ?           |

## Play-offs

### Quarts de finale
| Date        | Home                    | Score   | Away                       |
| ----------- | ----------------------- | ------- | -------------------------- |
| 15 mai 1998 | Phoenix de Bologne      | 36 - 44 | Flash de La Courneuve      |
|             | Helsinki Roosters       | 34 - 0  | Mean Machines de Stockholm |
|             | Blue Devils de Hambourg | -       |                            |
|             | Lions de Brunswick      | 44 - 41 | Graz Giants                |

### Demi-finales
| Date           | Home                    | Score   | Away               |
| -------------- | ----------------------- | ------- | ------------------ |
| 14 juin 1998   | Flash de La Courneuve   | 47 - 30 | Helsinki Roosters  |
| 5 juillet 1998 | Blue Devils de Hambourg | 24 - 14 | Lions de Brunswick |

### Finale
| Date, Lieu                 | Vainqueur               | Score   | Perdant               |
| -------------------------- | ----------------------- | ------- | --------------------- |
| 5 juillet 1998, à Hambourg | Blue Devils de Hambourg | 38 - 19 | Flash de La Courneuve |

## Source
- (fr)